# Stadio Danie Craven
Lo stadio Danie Craven (in inglese Danie Craven Stadium; in afrikaans Danie Craven-stadion) è un impianto sportivo sudafricano dedito al calcio e al rugby di proprietà dell'Università di Stellenbosch, località della Provincia del Capo Occidentale a circa 50 km da Città del Capo.
Aperto ufficialmente nel 1979, ospita gli incontri interni del club rugbistico universitario, lo Stellenbosch R.F.C., e a livello internazionale fu sede di un incontro della Coppa del Mondo di rugby 1995 organizzata dal Sudafrica e della cerimonia e premiazioni del campionato mondiale di corsa campestre 1996.
Fin dalla sua inaugurazione è intitolato a Danie Craven, all'epoca vivente, che fu capitano della nazionale sudafricana e della squadra di Stellenbosch nonché presidente della federazione rugbistica e infine allievo laureato tre volte nell'ateneo nel quale fu anche docente.

## Storia
Lo stadio nacque come ultimo atto di un lungo piano di sviluppo delle infrastrutture sportive dell'Università di Stellenbosch: infatti Coetzenburg, l'area dove sorge, era nelle mire dell'Ateneo fin dal 1919 ma il defunto proprietario, Janne Marais, uno dei maggiori contributori della nascita dell'istituto con 100000 £, aveva posto come vincolo l'invendibilità della terra per sei generazioni; l'unico modo per acquisire il terreno era quindi l'esproprio, cosa alla quale Petrus Marais, erede di Janne, acconsentì dietro contropartita di 6000 £.
Fu così possibile costruire le prime installazioni nel 1923; a lungo in tali impianti si giocò a rugby e si praticò atletica leggera, finché negli anni settanta si giunse alla conclusione che le due discipline non potevano coesistere.
A fine decennio iniziarono quindi i lavori per un nuovo stadio dedicato solo al rugby e nel 1979 vide la luce quello che fu intitolato da vivo a Danie Craven, giocatore della nazionale sudafricana e all'epoca presidente della federazione, nonché allievo dell'università di Stellenbosch.
L'inaugurazione fu programmata per il 31 marzo 1979.
L'impianto fu utilizzato per la Coppa del Mondo 1995 anche se per un incontro soltanto, tra Australia e Romania (l'unico test match mai disputato al Danie Craven) e in occasione della manifestazione mondiale fu scoperta nell'anti-stadio una statua-ricordo di Danie Craven, deceduto due anni prima da presidente della South Africa Rugby Board in carica.
Un anno più tardi ospitò anche la ventiquattresima edizione dei campionati mondiali di corsa campestre.
Lo stadio è storicamente l'impianto interno dei Maties, nome con cui sono familiarmente chiamati i giocatori dello Stellenbosch Rugby Football Club, la sezione rugbistica dell'università, che afferisce alla federazione del Western Province.

## Incontri internazionali di rilievo

### Rugby a 15
| Arbitro: | Naiko Saito |

|                                                                        |      |              |
| M. Foley 28’ Roff 36’, 60’ M.C. Burke 66’ D. Smith 70’ D.J. Wilson 80’ | mt   |              |
| Eales 28’, 36’, 60’, 66’, 70’, 80’                                     | tr   |              |
|                                                                        | c.p. | 13’ Ivancuic |